# Llista de monuments de Viladrau
Llista de monuments de Viladrau inclosos en l'Inventari del Patrimoni Arquitectònic Català pel municipi de Viladrau (Osona). Inclou els inscrits en el Registre de Béns Culturals d'Interès Nacional (BCIN) amb la classificació de monuments històrics, els Béns Culturals d'Interès Local (BCIL) de caràcter immoble i la resta de béns arquitectònics integrants del patrimoni cultural català.
| Monument                                      | Protecció    | Estil/època                          | Localització                                                                        | Coordenades                                          | Codi?         | Imatge |
| --------------------------------------------- | ------------ | ------------------------------------ | ----------------------------------------------------------------------------------- | ---------------------------------------------------- | ------------- | --- |
| Espinzella                                    | BCIN 1764-MH | Romànic XII-XVI                      | Viladrau                                                                            | 41° 51′ 17″ N, 2° 20′ 18″ E / 41.854771°N,2.338455°E | RI-51-0006175 | Espinzella (Viladrau) · Vegeu més fotos d'aquest monument · Carregueu una nova foto d'aquest monument                           |
| La Sala                                       | BCIN 1765-MH | Obra popular XIV, XVII               | Viladrau                                                                            | 41° 50′ 26″ N, 2° 21′ 33″ E / 41.840642°N,2.359226°E | RI-51-0006176 | La Sala (Viladrau) · Vegeu més fotos d'aquest monument · Carregueu una nova foto d'aquest monument                              |
| Can Pic de Pagès                              |              | Obra popular XVIII                   | Viladrau C. Sant Segimon, 1                                                         | 41° 50′ 49″ N, 2° 23′ 25″ E / 41.846929°N,2.390191°E | IPA-24764     | Carregueu una nova foto d'aquest monument                                                                                       |
| Puigdefàbregues                               |              | Obra popular XVII                    | Viladrau Riba dreta riera Major a prop Pont de Fàbregues                            | 41° 52′ 38″ N, 2° 21′ 34″ E / 41.877176°N,2.359563°E | IPA-24765     | Carregueu una nova foto d'aquest monument                                                                                       |
| Fàbregues                                     |              | Obra popular XVI                     | Viladrau Riba esquerra de la riera Major, a prop del Pont de Fàbregues              | 41° 52′ 38″ N, 2° 21′ 22″ E / 41.877217°N,2.356122°E | IPA-24767     | Carregueu una nova foto d'aquest monument                                                                                       |
| Casa Nova de Fàbregues                        |              | Obra popular XVI                     | Viladrau Riba esquerra de la riera Major, a prop del Pont de Fàbregues              | 41° 52′ 40″ N, 2° 21′ 22″ E / 41.877803°N,2.356077°E | IPA-24768     | Carregueu una nova foto d'aquest monument                                                                                       |
| Molí de Fàbregues                             |              | Obra popular XIX                     | Viladrau Riba esquerra de la riera Major, a prop de Fàbregues                       | 41° 52′ 39″ N, 2° 21′ 21″ E / 41.877363°N,2.355898°E | IPA-24769     | Carregueu una nova foto d'aquest monument                                                                                       |
| Sabaters d'Amunt, Hostal de la Guineu         |              | Obra popular XVIII                   | Viladrau Urbanització les Guilleries                                                | 41° 52′ 38″ N, 2° 20′ 29″ E / 41.877204°N,2.341447°E | IPA-24770     | Carregueu una nova foto d'aquest monument                                                                                       |
| Sabaters d'Avall                              |              | Obra popular XVIII                   | Viladrau Urbanització les Guilleries                                                | 41° 52′ 37″ N, 2° 20′ 42″ E / 41.876965°N,2.344896°E | IPA-24771     | Carregueu una nova foto d'aquest monument                                                                                       |
| Casa dels Amos de la Noguera                  |              | Obra popular XIX                     | Viladrau BV 5251 km 4'5                                                             | 41° 51′ 59″ N, 2° 21′ 26″ E / 41.866369°N,2.357334°E | IPA-24772     | Carregueu una nova foto d'aquest monument                                                                                       |
| Casa dels Masovers de la Noguera              |              | Obra popular XIX                     | Viladrau Ctra. BV-5251, km 4,5 esquerra                                             | 41° 51′ 58″ N, 2° 21′ 27″ E / 41.866231°N,2.357585°E | IPA-24773     | Carregueu una nova foto d'aquest monument                                                                                       |
| Muralla de la Noguera                         |              | Obra popular XIX                     | Viladrau Riba dreta de la riera Major                                               | 41° 51′ 57″ N, 2° 21′ 26″ E / 41.865900°N,2.357358°E | IPA-24774     | Carregueu una nova foto d'aquest monument                                                                                       |
| Mas d'Osor                                    |              | Obra popular XVII                    | Viladrau Riba esquerra riera Major                                                  | 41° 51′ 48″ N, 2° 21′ 12″ E / 41.863211°N,2.353387°E | IPA-24775     | Carregueu una nova foto d'aquest monument                                                                                       |
| Molí d'en Noc                                 |              | Obra popular XIX Mitjan              | Viladrau Riba esquerra riera Major                                                  | 41° 51′ 36″ N, 2° 21′ 02″ E / 41.859968°N,2.350636°E | IPA-24776     | Carregueu una nova foto d'aquest monument                                                                                       |
| Mas Vidal                                     |              | Obra popular XVIII Final, XIX Mitjan | Viladrau Riba esquerra riera Major                                                  | 41° 51′ 29″ N, 2° 21′ 12″ E / 41.858182°N,2.353431°E | IPA-24777     | Mas Vidal (Viladrau) · Vegeu més fotos d'aquest monument · Carregueu una nova foto d'aquest monument                            |
| Cabana de Masvidal                            |              | Obra popular XX Inici                | Viladrau Ctra. BV-5251 Viladrau-Taradell                                            | 41° 51′ 29″ N, 2° 21′ 17″ E / 41.857994°N,2.354706°E | IPA-24778     | Carregueu una nova foto d'aquest monument                                                                                       |
| Molí de Masvidal                              |              | Obra popular XVI, XIX Final          | Viladrau Ctra. BV-5251 Viladrau-Taradell                                            | 41° 51′ 27″ N, 2° 21′ 12″ E / 41.857538°N,2.353347°E | IPA-24779     | Carregueu una nova foto d'aquest monument                                                                                       |
| El Torrent                                    |              | Obra popular XVIII                   | Viladrau Sector sud de la població, camí de Rosquelles                              | 41° 50′ 42″ N, 2° 23′ 18″ E / 41.844968°N,2.388389°E | IPA-24780     | El Torrent (Viladrau) · Vegeu més fotos d'aquest monument · Carregueu una nova foto d'aquest monument                           |
| Les Rosquelles, Casa dels Amos                |              | Obra popular XIX                     | Viladrau Riba esquerra del torrent de Coll Pregon                                   | 41° 50′ 33″ N, 2° 23′ 05″ E / 41.842514°N,2.384783°E | IPA-24781     | Carregueu una nova foto d'aquest monument                                                                                       |
| Torre de la Casa Nova                         |              | Obra popular XX                      | Viladrau Vessant dret del torrent de coll Pregon                                    | 41° 50′ 25″ N, 2° 23′ 32″ E / 41.84041°N,2.39222°E   | IPA-24785     | Carregueu una nova foto d'aquest monument                                                                                       |
| El Noguer                                     |              | Obra popular XIX                     | Viladrau Vessant dret del torrent de Coll Pregon, número 1                          | 41° 50′ 21″ N, 2° 23′ 24″ E / 41.839277°N,2.389963°E | IPA-24786     | Carregueu una nova foto d'aquest monument                                                                                       |
| Masoveria del Noguer                          |              | Obra popular XIX                     | Viladrau Vessant dret del torrent de Coll Pregon, número 2                          | 41° 50′ 19″ N, 2° 23′ 23″ E / 41.838732°N,2.389619°E | IPA-24787     | Carregueu una nova foto d'aquest monument                                                                                       |
| El Martí                                      |              | Obra popular                         | Viladrau Antic camí a Sant Marçal                                                   | 41° 50′ 19″ N, 2° 23′ 59″ E / 41.838547°N,2.399681°E | IPA-24791     | El Martí (Viladrau) · Vegeu més fotos d'aquest monument · Carregueu una nova foto d'aquest monument                             |
| La Vila                                       |              | Obra popular XVIII                   | Viladrau Antic camí a Sant Marçal                                                   | 41° 50′ 16″ N, 2° 23′ 39″ E / 41.837765°N,2.394210°E | IPA-24792     | La Vila (Viladrau) · Vegeu més fotos d'aquest monument · Carregueu una nova foto d'aquest monument                              |
| Antiga Masoveria de la Vila                   |              | Obra popular XVIII                   | Viladrau Antic camí a Sant Marçal                                                   | 41° 50′ 17″ N, 2° 23′ 38″ E / 41.838021°N,2.393996°E | IPA-24793     | Carregueu una nova foto d'aquest monument                                                                                       |
| Masoveria de la Vila                          |              | Obra popular XVIII                   | Viladrau Antic camí a Sant Marçal                                                   | 41° 50′ 17″ N, 2° 23′ 40″ E / 41.83794°N,2.39455°E   | IPA-24794     | Carregueu una nova foto d'aquest monument                                                                                       |
| L'Alemany o Aremany                           |              | Obra popular XVI                     | Viladrau Vessant dret del torrent de coll Pregon, camí al Pujol                     | 41° 49′ 47″ N, 2° 23′ 34″ E / 41.829778°N,2.392885°E | IPA-24797     | Carregueu una nova foto d'aquest monument                                                                                       |
| Puigdot                                       |              | Obra popular                         | Viladrau Vessant dret del torrent de coll Pregon, camí al Pujol                     | 41° 49′ 47″ N, 2° 23′ 42″ E / 41.829717°N,2.395062°E | IPA-24798     | Puigdot (Viladrau) · Vegeu més fotos d'aquest monument · Carregueu una nova foto d'aquest monument                              |
| Els Segalars                                  |              | Obra popular XX                      | Viladrau Ctra. GE-520, km 0,6 esquerra                                              | 41° 50′ 47″ N, 2° 23′ 04″ E / 41.84651°N,2.38453°E   | IPA-24799     | Carregueu una nova foto d'aquest monument                                                                                       |
| Can Peualt                                    |              | Obra popular XIX                     | Viladrau Ctra. GE-520, km 1 dreta                                                   | 41° 50′ 50″ N, 2° 22′ 51″ E / 41.84733°N,2.38086°E   | IPA-24800     | Carregueu una nova foto d'aquest monument                                                                                       |
| Cal Bisbe                                     |              | Obra popular XIX                     | Viladrau Ctra. GE-520, km 1 dreta                                                   | 41° 50′ 51″ N, 2° 22′ 45″ E / 41.84753°N,2.37922°E   | IPA-24801     | Carregueu una nova foto d'aquest monument                                                                                       |
| Can Pau Moliner                               |              | Obra popular XVIII                   | Viladrau Ctra. GE-520, km 2,5 dreta                                                 | 41° 51′ 04″ N, 2° 22′ 08″ E / 41.851030°N,2.368799°E | IPA-24802     | Carregueu una nova foto d'aquest monument                                                                                       |
| Casa dels Amos del Molins                     | BCIL 1987    | Eclecticisme XVIII, XX               | Viladrau Ctra. GE-520, km 2,5 dreta                                                 | 41° 50′ 42″ N, 2° 22′ 23″ E / 41.844866°N,2.373042°E | IPA-24803     | Casa dels Amos del Molins (Viladrau) · Vegeu més fotos d'aquest monument · Carregueu una nova foto d'aquest monument            |
| Masoveria del Molins                          |              | Obra popular XVIII                   | Viladrau Ctra. GE-520, km 2,5 dreta                                                 | 41° 50′ 42″ N, 2° 22′ 25″ E / 41.844930°N,2.373523°E | IPA-24804     | Masoveria del Molins (Viladrau) · Vegeu més fotos d'aquest monument · Carregueu una nova foto d'aquest monument                 |
| Casa dels Amos de Can Bosc                    |              | Obra popular XVIII                   | Viladrau Ctra. GE-520, km 2                                                         | 41° 50′ 12″ N, 2° 21′ 58″ E / 41.836685°N,2.366028°E | IPA-24808     | Casa dels Amos de Can Bosc (Viladrau) · Vegeu més fotos d'aquest monument · Carregueu una nova foto d'aquest monument           |
| Masoveria de Can Bosc                         |              | Obra popular XVIII                   | Viladrau Ctra. GE-520, km 2                                                         | 41° 50′ 12″ N, 2° 21′ 57″ E / 41.836785°N,2.365789°E | IPA-24809     | Masoveria de Can Bosc (Viladrau) · Vegeu més fotos d'aquest monument · Carregueu una nova foto d'aquest monument                |
| Ermita de l'Erola                             | BCIL 1987    | Obra popular XVII                    | Viladrau Ctra. GE-520, esquerra                                                     | 41° 49′ 56″ N, 2° 21′ 54″ E / 41.832148°N,2.365127°E | IPA-24812     | Ermita de l'Erola (Viladrau) · Vegeu més fotos d'aquest monument · Carregueu una nova foto d'aquest monument                    |
| La Noguerola                                  |              | Obra popular XVIII, XX               | Viladrau Ctra. GE-520, km 3-4 dreta                                                 | 41° 51′ 14″ N, 2° 21′ 24″ E / 41.853855°N,2.356552°E | IPA-24813     | Carregueu una nova foto d'aquest monument                                                                                       |
| Casa Nova de la Sala                          |              | Obra popular XIX                     | Viladrau Riba dreta de la riera de Sant Segimon, ctra. GE-520 km 3-4, número 18     | 41° 50′ 23″ N, 2° 21′ 36″ E / 41.839768°N,2.359999°E | IPA-24817     | Carregueu una nova foto d'aquest monument                                                                                       |
| Molí de la Barita                             |              | Obra popular XIX                     | Viladrau Vessant de ponent del turó de les Cabrades, ctra. GE-520 km 3-4            | 41° 51′ 24″ N, 2° 21′ 22″ E / 41.856708°N,2.356018°E | IPA-24818     | Carregueu una nova foto d'aquest monument                                                                                       |
| Can Cabanya, antic hostal i baixador          |              | Obra popular XVIII, XX               | Viladrau Vessant de ponent del turó de les Cabrades, ctra. GE-520 km 3-4, número 29 | 41° 51′ 24″ N, 2° 21′ 21″ E / 41.85665°N,2.35580°E   | IPA-24819     | Carregueu una nova foto d'aquest monument                                                                                       |
| El Molí Espatllat, antic Hostal de l'Arangada |              | Obra popular XIX                     | Viladrau Ctra. GE-520, km 6, número 18                                              | 41° 51′ 09″ N, 2° 20′ 08″ E / 41.852521°N,2.335547°E | IPA-24820     | Carregueu una nova foto d'aquest monument                                                                                       |
| Ca l'Herbolari                                |              | Obra popular XVIII                   | Viladrau Sector nord del barri de les Partides, número 13                           | 41° 50′ 40″ N, 2° 24′ 02″ E / 41.844545°N,2.400602°E | IPA-24823     | Carregueu una nova foto d'aquest monument                                                                                       |
| Cabana de Ca l'Herbolari                      |              | Obra popular XVIII                   | Viladrau Sector nord del barri de les Partides                                      | 41° 50′ 41″ N, 2° 24′ 01″ E / 41.844791°N,2.400413°E | IPA-24824     | Carregueu una nova foto d'aquest monument                                                                                       |
| Cal Ferrer                                    |              | Obra popular XVIII                   | Viladrau Barri de les Partides, número 10                                           | 41° 50′ 35″ N, 2° 24′ 07″ E / 41.843193°N,2.401813°E | IPA-24825     | Carregueu una nova foto d'aquest monument                                                                                       |
| Ca l'Escloper                                 |              | Obra popular XVIII                   | Viladrau Barri de les Partides, número 2                                            | 41° 50′ 33″ N, 2° 23′ 59″ E / 41.842614°N,2.399641°E | IPA-24826     | Carregueu una nova foto d'aquest monument                                                                                       |
| Can Ginetó                                    |              | Obra popular XVIII                   | Viladrau Barri de les Partides                                                      | 41° 50′ 35″ N, 2° 24′ 01″ E / 41.843127°N,2.400353°E | IPA-24827     | Carregueu una nova foto d'aquest monument                                                                                       |
| Pont de Fàbregues                             |              | Obra popular XIX                     | Viladrau Sobre la riera Major                                                       | 41° 52′ 50″ N, 2° 21′ 20″ E / 41.880475°N,2.355680°E | IPA-36962     | Carregueu una nova foto d'aquest monument                                                                                       |
| Pont de Can Pau Moliner                       |              | Obra popular                         | Viladrau Sobre la riera Major                                                       | 41° 51′ 02″ N, 2° 22′ 04″ E / 41.850668°N,2.367911°E | IPA-36963     | Carregueu una nova foto d'aquest monument                                                                                       |
| Pont de la Noguerola                          |              | Romànic XII                          | Viladrau Sobre la riera de Rentadors                                                | 41° 51′ 12″ N, 2° 21′ 22″ E / 41.853471°N,2.356104°E | IPA-36964     | Carregueu una nova foto d'aquest monument                                                                                       |
| Pont del Molí de Baix                         |              | Obra popular XIX                     | Viladrau Sobre la riera Major                                                       | 41° 51′ 12″ N, 2° 21′ 33″ E / 41.853409°N,2.359169°E | IPA-36965     | Carregueu una nova foto d'aquest monument                                                                                       |
| Església de Sant Martí                        |              | Romànic, barroc XI, XVII-XIX         | Viladrau                                                                            | 41° 50′ 51″ N, 2° 23′ 21″ E / 41.847563°N,2.389263°E | IPA-39783     | Església de Sant Martí (Viladrau) · Vegeu més fotos d'aquest monument · Carregueu una nova foto d'aquest monument               |
| Ermita de la Pietat, o Capella de la Pietat   | BCIL 1987    | Obra popular, gòtic tardà XVII       | Viladrau                                                                            | 41° 50′ 48″ N, 2° 23′ 30″ E / 41.84656°N,2.39165°E   | IPA-39784     | Ermita de la Pietat (Viladrau) · Vegeu més fotos d'aquest monument · Carregueu una nova foto d'aquest monument                  |
| Conjunt del Santuari de Sant Segimon          | BCIL 1987    | Obra popular XIV                     | Viladrau                                                                            | 41° 49′ 20″ N, 2° 21′ 18″ E / 41.822149°N,2.355081°E | IPA-39785     | Conjunt del Santuari de Sant Segimon (Viladrau) · Vegeu més fotos d'aquest monument · Carregueu una nova foto d'aquest monument |
| Molí Vell                                     |              | Obra popular XVII-XVIII              | Viladrau                                                                            | 41° 50′ 42″ N, 2° 22′ 44″ E / 41.845050°N,2.378755°E | IPA-40885     | Molí Vell (Viladrau) · Vegeu més fotos d'aquest monument · Carregueu una nova foto d'aquest monument                            |
| Molí de Rosquelles                            |              | Obra popular XVII-XVIII              | Viladrau                                                                            | 41° 50′ 28″ N, 2° 22′ 57″ E / 41.841116°N,2.382584°E | IPA-40886     | Carregueu una nova foto d'aquest monument                                                                                       |
| Molí Puig de Fàbregas                         |              | Obra popular                         | Viladrau                                                                            | 41° 52′ 37″ N, 2° 21′ 33″ E / 41.876894°N,2.359162°E | IPA-41489     | Carregueu una nova foto d'aquest monument                                                                                       |
| Can Soliguer                                  |              | Noucentisme XX                       | Viladrau C. Afores                                                                  | 41° 50′ 35″ N, 2° 23′ 26″ E / 41.843188°N,2.390675°E | IPA-45965     | Carregueu una nova foto d'aquest monument                                                                                       |